# 洞蝠屬
洞蝠屬（学名：Antrozous），哺乳綱、翼手目、蝙蝠科的一屬哺乳動物，生存在亚洲。

## 下属物种
本科包括以下属：
- 墨西哥洞蝠 Antrozous dubiaquercus 特島穴蝠，(Van Gelder's bat)
- 苍白洞蝠 Antrozous pallidus (LeConte, 1856)，穴蝠